# Horgefjorden (Austevoll)
 Ikke at forveksle med Horgefjorden (Rogaland).
Horgefjorden er en fjord i Austevoll  kommune i Vestland fylke i Norge. Den har indløb mellem Stangesneset på Stora Kalsøy i nord og holmen Sverslingen i syd. Fjorden strækker sig ca. 4,5 kilometer østover mellem øerne Horgo, som fjorden er opkaldt efter, i syd, Stora Kalsøy i nord og Hundvåko i øst. Kalsviki er en vig i fjordens nordlige del på  Stora Kalsøy, lige syd for bebyggelsen Bakkasund. Mellem Stora Kalsøy og Hundvåko ligger sundet Navøyosen, som bliver krydset af en 370 meter lang bro. Nord for Navøyosen ligger Korsfjorden.
Marstein fyr ligger nordvest for indløbet til Horgefjorden.